# ماريوبول

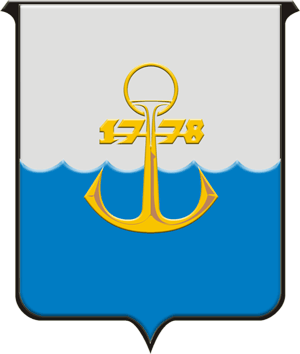
الشعار

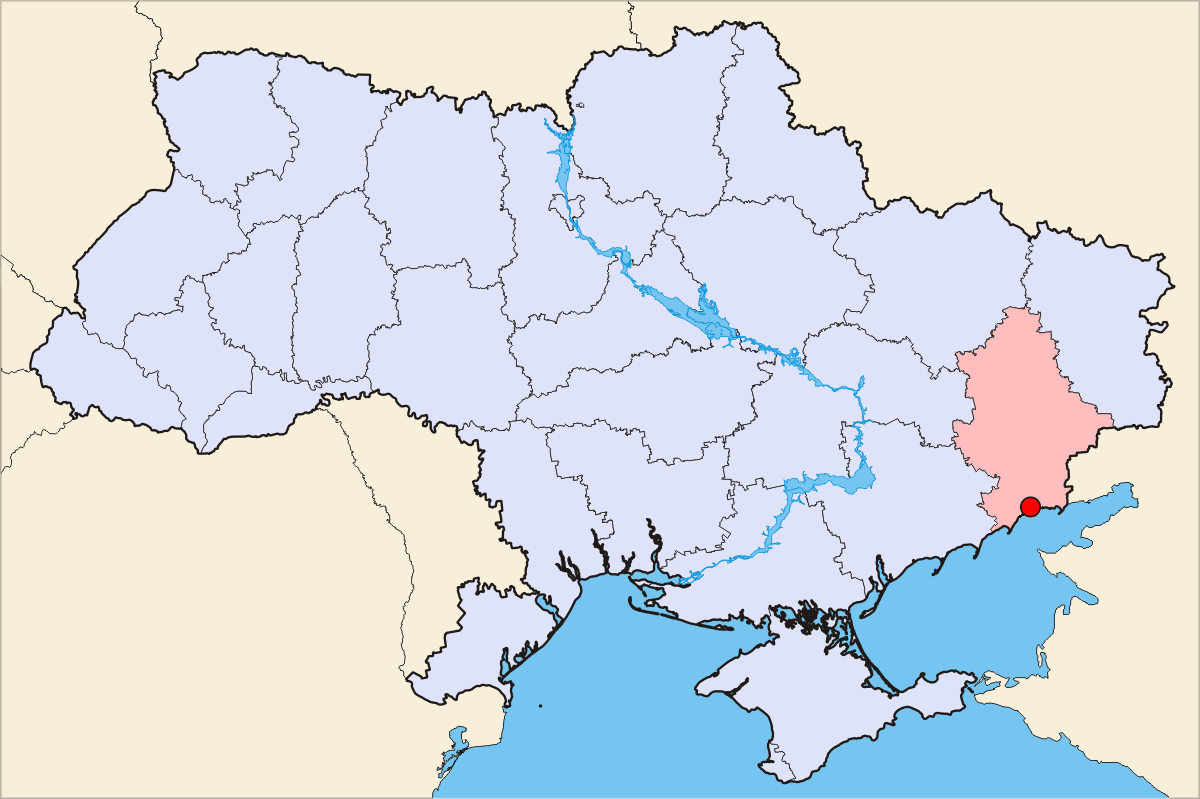
الموقع

ماريوبول (بالأوكرانية: Маріуполь) (بالروسية: Мариу́поль) هي مدينة تقع في الجزء الجنوبي الشرقي لأوكرانيا، منفذا على بحر آزوف.
تقع ماريوبول في إقليم دونتسك. ويقع مركز المدينة التاريخي عند التقاء نهري كالميوس وكالشيك في بحر آزوف. هي عاشر مدينة أوكرانية من حيث الكبر وثانيها في أوبلاست دونيتسك. عدد سكانها يقترب من نصف المليون نسمة.
من الناحية اللغوية، يتحدث سكان المدينة عموما الروسية، أما من الناحية الإثنية، فهم ما بين روسي وأوكراني.

## المعاني
يأتي الاسم الحديث لماريوبول من كلمة بولي ("Πόλη" في اليونانية والتي تعني المدينة). أما كلمة ماريو، فإنها تعود إلى اسم الإمبراطورة الروسية ماريا فيودوروفنا تكريما لها وريثة للعرش. إذن، ماريوبول تعني مدينة ماري.

## التاريخ
تأسست ماريوبول في القرن السادس عشر وظيفة حارس القوزاق ("zimovnik") تسمى "Domakha"، وفيما بعد باسم قلعة القوزاق يسمى "Kalmius" (الذي يحمل اسم نهر يقع هنا)، مع 1611 ليصبح المركز الإداري للKalmius «بالانكا»- وحدة إدارية من القوزاق الأوكرانية. في 1774 أصبحت أراضي المدينة الحديثة جزءا من الامبراطورية الروسية، وفقا لمعاهدة السلام من Kaynarca كوتشوك. في عام 1778 هنا تأسست أول مدينة من دونباس - Pavlovsk، ظهرت أول كنيسة. وبعد عام قررت الحكومة القيصرية الروسية لنقل هنا 18408 اليونانيين من شبه جزيرة القرم، لأنهم كانوا يتعرضون للقمع من قبل التتار هناك. وترأس القرم إعادة التوطين من الإغريق من قبل اغناطيوس مطران، الذي كان يرأس مدينة لوقت طويل بعد. من 29 سبتمبر 1779 في مدينة لديها الاسم الحالي - ماريوبول.
بالنسبة لهذه المدينة منذ وقت طويل كان مكانا حصرية من اليونانيين الإقامة، وتطويره ليصبح مركزا رئيسيا للتجارة وصيد الأسماك. في القرن التاسع عشر أصبحت مدينة وسط uezd ماريوبول - وحدة إدارية للامبراطورية الروسية. في أواخر القرن التاسع عشر تم بناء ميناء بحري (أغسطس 29، 1889) والسكك الحديدية الطريق (1882)، الذي كان يربط ماريوبول مع المناطق الرئيسية من البلاد، وبدأت في تطوير الصناعات الثقيلة (تم بناء أنبوب مصنع «نيكوبول-ماريوبول المجتمع» في بنيت 1 فبراير 1897، ومصنع الحديد والصلب «الروسية بروفيدانس» في عام 1899، والآن هذه المصانع هما جزء من الحديد الصلب والأشغال ايليتش). بحلول عام 1920 أصبحت المدينة واحدة من أكبر المراكز المعدنية للدولة. تأسست السلطة السوفياتية في 30 ديسمبر 1917 في انتفاضة مسلحة، ولكن وقوع خسائر بشرية تقريبا من 7 مارس 1923 إلى 27 فبراير 1932 أصبحت المدينة مركز أوكروج ماريوبول - وحدة إدارية من جمهورية أوكرانيا الاشتراكية السوفياتية ومن 17 يوليو 1932 أصبحت جزءا من إقليم دونيتسك (قبل الحرب كان يسمى ب «إقليم Stalino»). خلال الفترة السوفياتية في تاريخ ماريوبول زاد مدينة بشكل كبير، أيضا عدد سكان المدينة قد زاد أكثر من عشر مرات، ويبدو أن ناطحات السحاب الأولى، والنقل داخل المدينة (الترام وعربات)، والصناعات الجديدة، بما في ذلك الصناعات المعدنية "Azovstal" مصنع (أغسطس 11، 1933)، وفحم الكوك والكيماويات النباتية "Markokhim" (سبتمبر 27، 1935)، وآلة لبناء مصنع "Azovmash" (أبريل 28، 1958). كانت المدينة خسائر بقدر ما هو نتيجة لHolodomors 1921-1922، 1932-1933، 1946-1947، القمعية التي ارتكبها ستالين في عام 1933 وعام 1937، والإبادة الجماعية للشعب اليوناني من NKVD في عام 1937، وخلال الحرب العالمية الثانية والنازية الاحتلال للمدينة 1941-1943. ومع ذلك، فإن الناس من ماريوبول بسرعة استعاد دمرت خلال الحرب المصانع والأحياء السكنية في المدينة. من 22 أكتوبر 1948 إلى 13 يناير 1989 وكان في المدينة اسما جديدا - Zhdanov (تكريما للزعيم السياسي السوفياتي).
ماريوبول الآن - وهي أكبر مركز صناعي في حوض دونتس، المدينة هي أكبر منتج للحديد الزهر والصلب في البلاد، وتعمل هنا أكبر آلة لبناء مصنع في أوكرانيا. هناك المسرح الكبير، والمتاحف الثلاثة، الجامعتين، والصحف والبث التلفزيوني. وتواجه باستمرار ماريوبول في العقود الأخيرة مع المشاكل البيئية والاقتصادية.

### الحرب في الدونباس
بعد تغيير النظام في أوكرانيا سنة 2014، اندلعت مواجهات بين الموالين للميدان من جهة والمعارضين له من جهة ثانية.
تحولت هذه المواجهات إلى حرب بين القوات الحكومية الأوكرانية والقوات الانفصالية لجمهورية دونيتسك الشعبية.
انظر إلى الغزو الروسي لأوكرانيا 2022.

## السكان
سكان ماريوبول هو 486856 نسمة (2011)، مع الأخذ في الاعتبار الضواحي. المجموعات العرقية: الأوكرانيون - حوالي 48٪، الروسية - 43٪، والإغريق - 7٪، البيلاروس، واليهود والأرمن والبلغار والشعوب الأخرى. وقد لوحظ حوالي 550,000 شخص في عام 1992 - الحد الأقصى لعدد السكان. الأغلبية المطلقة (87٪) ويتحدث الروسية، واللغة الأوكرانية يستخدم أقل من 10٪ من السكان (جميعهم تقريبا من الكلام "Surzhik" - وهي خليط من اللغة الروسية والأوكرانية). السمات المميزة للمدينة هي اللغة المحلية اليونانية («اليونانيون آزوف»): لغة Rumaiic (اليونانية الهيلينية) وUrum اللغة (اليونانية التتر). حوالي 2٪ من السكان المحليين اليونانيين يتحدث لغات.

## الصناعة
في المدينة عدد كبير من الشركات الصناعية الكبرى، بما في ذلك أكبر مشروع في دونباس - ايليتش الحديد ومصانع الصلب والأشغال المعدنية "Azovstal"، وهي آلة عملاقة لبناء مصنع "Azovmash" حوض بناء السفن والصناعات الكيماوية وفحم الكوك والمواد الغذائية والصناعات النسيجية. أكبر شركات النقل والتجارة البحرية الميناء والمطار ومحطة للسكك الحديدية ومحطات الحافلات والنقل بين المدن (الترام، عربة القطار، والحافلات والحافلات الصغيرة).

## التقسيمات الإدارية
ينقسم ماريوبول إلى أربعة "raions" الإدارية (المناطق) التي يبلغ عدد سكانها أكثر من 100,000 شخص، "Zhovtnevy" (المنطقة الوسطى، وهو أكبر من عدد السكان)، "Illichivsky" (سميت إيليتش)، "Ordzhonikidzevsky" (سميت أوردجونيكيدزه) «بريمورسكي». كما يتم إخضاع المستوطنات المحلية لسلطات المدينة: Sartana، ستاري قرم وTalakovka.

## مدينة إدارة
تمكنت حياة ماريوبول من قبل مجلس المدينة - البرلمان المحلي، والذي يتألف من 76 نائبا. رئيس مجلس مدينة ماريوبول هو رئيس البلدية («رئيس مدينة»). منذ عام 1998 ماريوبول العمدة يوري Khotlubey. وبالأرقام المطلقة من النواب هم من حزب سياسي للمناطق، وهناك أيضا أعضاء في الأحزاب الشيوعية والاشتراكية وغيرها من أوكرانيا.

## العمارة
وسط المدينة يتكون بشكل رئيسي من خمسة طوابق المباني والأحياء السكنية الجديدة التي يتم بناؤها مع منازل من عشرة أو اثني عشر طابقا، ويقع على هامش وبعيدا عن هذه الصناعة. قدم نصف السكن من طابق واحد البيوت مانور. مساحة كبيرة من الأراضي وتحتل من قبل المؤسسات الصناعية.

## علم البيئة
كييف هي واحدة من أكثر المدن تلوثا في أوكرانيا بسبب وجود عدد كبير من التخلص من الغازات الصناعية والغبار. أكبر مصادر التلوث في البيئة والنباتات والمعادن وفحم الكوك. وسط المدينة التي تقع في طريق الرياح من الأعمال المعدنية "Azovstal"، ما بنيت في عام 1933 في قلب المدينة على شاطئ بحر آزوف. وبالإضافة إلى ذلك مصدرا هاما من مصادر التلوث الزائد للبضائع الخطرة في الميناء.

## التعليم
ماريوبول لديها جامعات الدولتين (ماريوبول جامعة ولاية وآزوف الفنية جامعة ولاية)، معهد آزوف البحرية، حوالي ستين المدارس والعديد من الكليات والمدارس الفنية.

## الثقافة
ويوجد في المدينة مسرح الدراما الروسي، والكثير من دور السينما ومراكز الترفيه والمتاحف أيضا ثلاثة وصالات العرض. ويتم إنتاج عشرات الصحف، هناك شركات التلفزيون الأربعة. ماريوبول هو مركز رياضي في المنطقة: مدرسة قوية من الملاكمة، المصارعة اليونانية الرومانية، وهناك كرة القدم، وكرة الماء وفرق كرة السلة المشاركة في البطولات الوطنية.

## الرعاية الصحية
ماريوبول هو مركز طبي كبير في جنوب منطقة دونيتسك.
قائمة المستشفيات العامة (2021):
- مستشفى ماريوبول الإقليمي للعلاج المكثف
- مستشفى مدينة ماريوبول رقم. 1
- مستشفى مدينة ماريوبول رقم. 4
- مستشفى مدينة ماريوبول رقم. 9

## دليل السفر
مناطق الجذب الرئيسية في المدينة: ماريوبول المحلية متحف التاريخ، ومتحف الفن ماريوبول (العنوان: شارع Georgievskaya)، وحديقة «جاردن سيتي»، لونا بارك «المتطرفة بارك» (عنوان: Metallurgov مركبات)، وحمام سباحة «نبتون» (عنوان: Metallurgov مركبات)، جليد مجمع «جبل الجليد» (عنوان: بتروفسكي بارك)، تزلج اصطناعية تدير «ألاسكا»، والشواطئ في المناطق الحضرية، وبرج المياه القديمة (العنوان: شارع Varganov)، والمنازل مع أبراج والمسرح (العنوان: ميدان المسرحية.)، وقصر ثقافة "Molodyozhny" (عنوان: Harlampievskaya STR)، وبناء المدارس الفنية الصناعية (العنوان: شارع Georgievskaya)، والملاعب "Illichivets"، "Azovstal" وغيرها، والآثار من فيسوتسكي فلاديمير، Kuindzhi Arkhip (ولدت عام ماريوبول)، المطران اغناطيوس، تاراس شيفتشينكو، وكذلك المعابد الأرثوذكسية ومسلم. المحميات الطبيعية Kamennye Mogily («قبر حجر») وKhomutovskaya السهوب («Khomutovo السهوب») مع النباتات المحلية وحيوانات نادرة وبالقرب من المدينة.
الهاتف رمز المنطقة +380629
الشرطة هاتف - 102، والهاتف الرعاية الطبية - 103، والإنقاذ خدمة الهاتف - 101، مدينة إدارة الهاتف - 332240، هاتف القنصلية اليونانية - 345384، والسكك الحديدية محطة الهاتف - 334217، حافلة محطة هاتف - 331168، فندق «سبارتاك» الهاتف - 331088، فندق «الأوروبي» الهاتف - 530373.